# Wasilij Szelest
Wasilij Mitrofanowicz Szelest (ros. Василий Митрофанович Шелест, ur. 24 kwietnia?/7 maja 1915 we wsi Kriestowka (obecnie Pierszokonstantinowka w rejonie czaplińskim w obwodzie chersońskim), zm. 25 stycznia 1994 w Nowej Kachowce) – radziecki wojskowy, major, Bohater Związku Radzieckiego (1945).

## Życiorys
Urodził się w ukraińskiej rodzinie chłopskiej. Skończył 7 klas, później pracował jako szofer w kołchozie, od 10 lipca 1936 służył w Armii Czerwonej. Był dowódcą drużyny, pomocnikiem dowódcy plutonu i starszyną baterii w 2 pułku artylerii konnej 34 Dywizji Kawalerii, od sierpnia 1939 do maja 1940 uczył się na kursach młodszych poruczników w wojskowej szkole piechoty w Winnicy i został dowódcą plutonu w 12 Pancernej 8 Korpusu Zmechanizowanego Kijowskiego Specjalnego Okręgu Wojskowego. Od 22 czerwca 1941 uczestniczył w wojnie z Niemcami jako dowódca plutonu, później zastępca dowódcy i dowódca kompanii oraz adiutant, zastępca dowódcy i dowódca batalionu piechoty. Walczył na Froncie Południowo-Zachodnim, Zachodnim, Białoruskim i 1 Białoruskim, był sześciokrotnie ranny i kontuzjowany (pierwszy raz na początku sierpnia 1941). W 1943 ukończył kursy „Wystrieł”. Brał udział w walkach obronnych w rejonie Brodów, Szepetówki i Berdyczowa, walkach na trasie Orzeł-Mińsk i w obronie Moskwy pod Wołokołamskiem (1941), w walkach na rzece Żyzdra na południe od miasta Suchiniczi (1942), operacji rówieńsko-łuckiej i brzesko-lubelskiej, w tym w wyzwalaniu Kowla (17 lipca 1944), Łukowa (24 lipca), Siedlec (1 sierpnia) i Mińska Mazowieckiego (15 sierpnia 1944), w operacji warszawsko-poznańskiej, w tym w forsowaniu Wisły i opanowaniu przyczółka, wyzwalaniu Warszawy, walkach o Piłę i operacji berlińskiej, w tym walkach ulicznych w Berlinie.
Jako dowódca 1 batalionu 1281 pułku piechoty 60 Dywizji Piechoty 47 Armii w stopniu majora wyróżnił się przy forsowaniu Wisły na północny zachód od Warszawy. 16 stycznia 1945 dowodzony przez niego batalion sforsował nocą rzekę w okolicach Nowego Dworu Mazowieckiego, uchwycił przyczółek i odparł 7 kontrataków przeciwnika, niszcząc 5 czołgów, 12 dział i zadając duże straty w ludziach. 17 stycznia jego batalion połączył się z oddziałami 1 Armii Wojska Polskiego nacierającymi z przyczółka magnuszewskiego, i wspólnie z nimi okrążył hitlerowski garnizon Warszawy. Za bohaterstwo okazane w walkach o Warszawę został przedstawiony do nagrodzenia tytułem Bohatera Związku Radzieckiego. Po wojnie do października 1946 służył w Grupie Wojsk Radzieckich w Niemczech, później w Nadwołżańskim Okręgu Wojskowym, gdzie został komisarzem rejonu czkałowskiego w Dzierżyńsku, jednak w lutym 1948 został usunięty z tej funkcji z powodu nadużywania alkoholu i rozluźniania dyscypliny w podległych jednostkach. Następnie był dowódcą kompanii w 19 Samodzielnej Gwardyjskiej Brygadzie Piechoty i 50 Brygadzie Piechoty. 26 stycznia 1952 został wykluczony z partii i wydalony z armii. Później mieszkał i pracował w Nowej Kachowce jako kierownik sekcji Biura Głównych Struktur Technicznych przedsiębiorstwa Dnieprostroj, później pracownik przedsiębiorstwa transportu samochodowego. W 1964 przywrócono mu członkostwo w partii.

## Odznaczenia
- Złota Gwiazda Bohatera Związku Radzieckiego (6 kwietnia 1945)
- Order Lenina (6 kwietnia 1945)
- Order Aleksandra Newskiego (26 stycznia 1944)
- Order Wojny Ojczyźnianej I klasy (6 kwietnia 1985)
- Order Wojny Ojczyźnianej II klasy (1 sierpnia 1944)
- Medal „Za zasługi bojowe” (5 listopada 1946)
- Medal „Za obronę Kijowa”
- Medal „Za obronę Moskwy”
- Medal „Za wyzwolenie Warszawy”
- Medal „Za zdobycie Berlina”
- Medal „Za zwycięstwo nad Niemcami w Wielkiej Wojnie Ojczyźnianej 1941–1945”